# Estação Torras i Bages

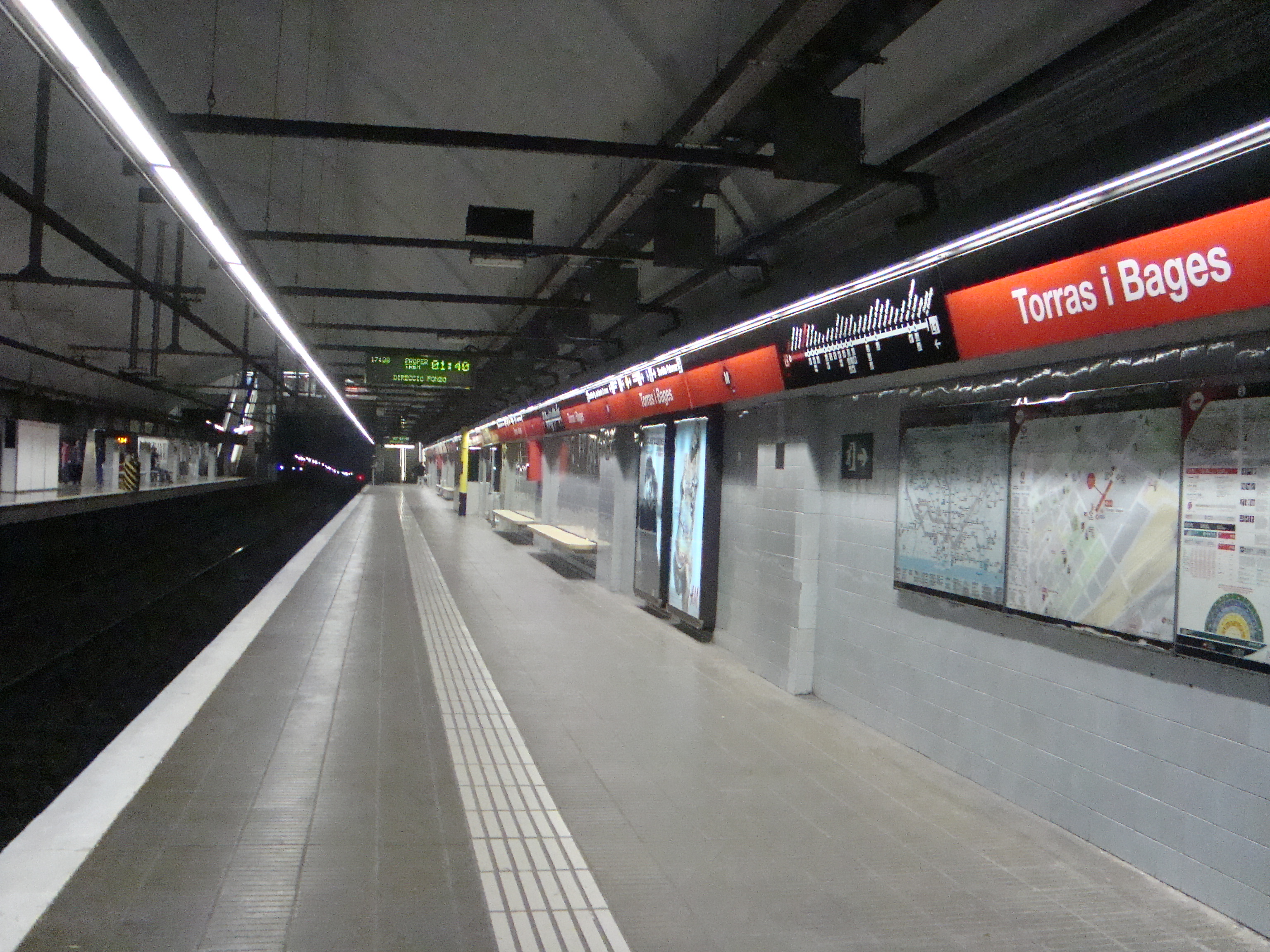
Estação Torras i Bages em 2010.

Torras i Bages é uma estação da Linha 1 do Metro de Barcelona.

## História
A estação foi inaugurada em 1963 como parte da Linha I. Mais tarde, em 1982, com a reorganização dos números da linha e mudanças no nome da estação, ela se tornou uma estação L1. Esta estação tem uma configuração peculiar, possui três trilhos, um dos quais não é utilizado para a circulação dos trens. Esta configuração existe porque se pretendeu fazer um prolongamento diferente daquele que acabou por ser feito e também previu a construção de garagens que nunca foram construídas.

## Localização
Torras i Bages foi construída sob o Passeig de Torras i Bages no distrito de Sant Andreu de Barcelona. Tem acessos aos cruzamentos de Passeig de Torras i Bages com Carrer Palomar e aos cruzamentos de Passeig de Torras i Bages e Santa Coloma. 